# Chhatarpur
Chhatarpur è una suddivisione dell'India, classificata come municipality, di 99.519 abitanti, capoluogo del distretto di Chhatarpur, nello stato federato del Madhya Pradesh. In base al numero di abitanti la città rientra nella classe II (da 50.000 a 99.999 persone).

## Geografia fisica
La città è situata a 24° 53' 60 N e 79° 35' 60 E e ha un'altitudine di 304 m s.l.m..

## Società

### Evoluzione demografica
Al censimento del 2001 la popolazione di Chhatarpur assommava a 99.519 persone, delle quali 53.129 maschi e 46.390 femmine. I bambini di età inferiore o uguale ai sei anni assommavano a 14.694, dei quali 7.760 maschi e 6.934 femmine. Infine, coloro che erano in grado di saper almeno leggere e scrivere erano 68.615, dei quali 39.847 maschi e 28.768 femmine.